# Die weisse Massai
Die weisse Massai (traduït en català La massai blanca) és una pel·lícula alemanya estrenada el 2005, basada en la novel·la homònima de Corinne Hofmann protagonitzada per Nina Hoss i Jacky Ido i dirigida per Hermione Huntgeburth.

## Argument
La suïssa Carola coneix al final de les seves vacances a Kenya al guerrer Lemalian, de la tribu Samburu, veïna dels Massai, del qual sent una estranya atracció cap al desconegut i s'enamora. De una forma inesperada, Carola no agafa el vol de tornada amb el seu nuvi que retorna sol a casa. Ella roman a Kenya i es disposa a buscar Lemalian. Després d'un viatge d'aventures pel desert africà, Carola coneix a Elisabet, una noia alemanya resident a Maralal que l'ajuda a trobar al guerrer. Carola decideix viure durant quatre anys a Kenya i abandonar la seva antiga vida a Suïssa, però l'aventura és convertirà en una tasca difícil donat el xoc de dues cultures molt diferents. Carola té una filla amb Lemalian i obre la seva pròpia botiga d'aliments però les diferències culturals i la gelosia de Lemalian fan que la seva vida es torni insostenible.

## Al voltant de la pel·lícula
El film neix a partir de la autobiografia de Corinne Hofmann des de l'any 1986, en que arriba a Kenya, fins a l'any 1990 en el que torna a Suïssa. El llibre es convertí en un èxit de vendes i en un esdeveniment mediàtic espectacular seguit dels altres dos llibres que completen la trilog'a. La pel·lícula es va estrenar el 14 de setembre de 2005 al Festival Internacional de Cinema de Toronto i un dia més tard als cinemes alemanys, on es convertí en la millor pel·lícula amb 2,2 milions d'espectadors.

## Repartiment
| Actor / actriu original | Personatge fictici |
| ----------------------- | ------------------ |
| Nina Hoss               | Carola Lehmann     |
| Jacky Ido               | Lemalian           |
| Katja Flint             | Elisabeth          |
| Antonio Prester         | El pare Bernardo   |
| Janek Rieke             | Stephan            |
| Helen Namaso Lenamarken | Mare de Lemalian   |
| Damaris Itenyo Agweyu   | Asma               |
| Barbara M Ahren         | mare de Carola     |
| Robert Dölle            | Frank              |

## Premis
- 2005: Bavarian Film Award per Nina Hoss
- 2005: Segell Prädikat Besonders wertvoll de la Deutsche Film- und Medienbewertung (FBW) (FBW)